# Indianapolis 500 in 2005

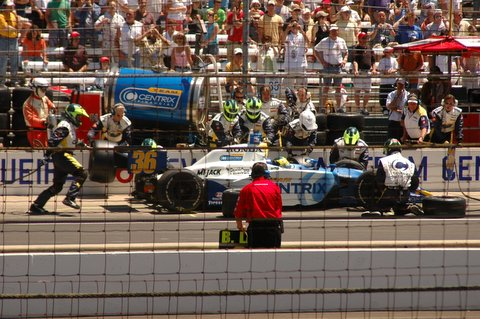
Pitstop van Bruno Junqueira

De 89e Indianapolis 500 werd gereden op zondag 29 mei 2005 op de Indianapolis Motor Speedway. Het was de tiende keer dat de race op de kalender stond van het Indy Racing League kampioenschap en het was de vijfde race uit de IndyCar Series van 2005. Brits coureur Dan Wheldon won de race in een wagen van Andretti Green Racing. Het was zijn derde deelname op rij en eerste overwinning. Hij won later dat jaar het IndyCar kampioenschap.

## Startgrid
Tony Kanaan won op 15 mei de poleposition. Paul Dana en Buddy Rice liepen tijdens trainingsritten kwetsuren op en werden vervangen door respectievelijk Jimmy Kite en Kenny Bräck. Arie Luyendyk jr. kon zich niet kwalificeren.
| Rij | Binnen             | Midden            | Buiten             |
| --- | ------------------ | ----------------- | ------------------ |
| 1   | Tony Kanaan        | Sam Hornish Jr.   | Scott Sharp        |
| 2   | Danica Patrick     | Hélio Castroneves | Dario Franchitti   |
| 3   | Vitor Meira        | Kosuke Matsuura   | Buddy Lazier       |
| 4   | Tomáš Enge         | Tomas Scheckter   | Bruno Junqueira    |
| 5   | Scott Dixon        | Adrián Fernández  | Sébastien Bourdais |
| 6   | Dan Wheldon        | Roger Yasukawa    | Bryan Herta        |
| 7   | Darren Manning     | Richie Hearn      | Jeff Bucknum       |
| 8   | Alex Barron        | Kenny Bräck       | Ryan Briscoe       |
| 9   | Patrick Carpentier | Ed Carpenter      | Jaques Lazier      |
| 10  | A.J. Foyt IV       | Marty Roth        | Larry Foyt         |
| 11  | Jeff Ward          | Jimmy Kite        | Felipe Giaffone    |

## Race
Zeven verschillende coureurs hebben aan de leiding gereden tijdens de race, waaronder Sam Hornish Jr., die met 77 de meeste ronden aan de leiding reed, maar in de 147e ronde crashte. Nieuwkomer Danica Patrick reed in totaal 19 ronden aan de leiding, de eerste keer dat een vrouwelijk coureur de aan de leiding reed. Veertien ronden voor het einde van de race moest ze de leiding overlaten aan Dan Wheldon, die de race won en ook Vitor Meira en Bryan Herta, die op het podium finishten, konden haar nog passeren en ze werd uiteindelijk vierde in de race wat haar de trofee Indianapolis 500 Rookie van het jaar opleverde. De overwinning van Wheldon was de vierde overwinning van een Brit, de vorige Brit die de Indy 500 had gewonnen was Graham Hill in 1966. Generaal en politicus Colin Powell bestuurde de safety car tijdens de race.
| #                                                                             | Coureur                | Auto              | Team                         | Ronden | Opgave     |
| ----------------------------------------------------------------------------- | ---------------------- | ----------------- | ---------------------------- | ------ | ---------- |
| 1                                                                             | Dan Wheldon            | Dallara-Honda     | Andretti Green Racing        | 200    |            |
| 2                                                                             | Vitor Meira            | Panoz-Honda       | Rahal Letterman Racing       | 200    |            |
| 3                                                                             | Bryan Herta            | Dallara-Honda     | Andretti Green Racing        | 200    |            |
| 4                                                                             | Danica Patrick (R)     | Panoz-Honda       | Rahal Letterman Racing       | 200    |            |
| 5                                                                             | Buddy Lazier           | Dallara-Chevrolet | Panther Racing               | 200    |            |
| 6                                                                             | Dario Franchitti       | Dallara-Honda     | Andretti Green Racing        | 200    |            |
| 7                                                                             | Scott Sharp            | Dallara-Honda     | Fernandez Racing             | 200    |            |
| 8                                                                             | Tony Kanaan            | Dallara-Honda     | Andretti Green Racing        | 200    |            |
| 9                                                                             | Hélio Castroneves      | Dallara-Toyota    | Team Penske                  | 200    |            |
| 10                                                                            | Ryan Briscoe (R)       | Panoz-Toyota      | Chip Ganassi Racing          | 199    |            |
| 11                                                                            | Ed Carpenter           | Dallara-Toyota    | Vision Racing                | 199    |            |
| 12                                                                            | Sébastien Bourdais (R) | Panoz-Honda       | Newman/Haas Racing           | 198    | Ongeval    |
| 13                                                                            | Alex Barron            | Dallara-Toyota    | Team Cheever                 | 197    |            |
| 14                                                                            | Adrián Fernández       | Panoz-Honda       | Fernandez Racing             | 197    |            |
| 15                                                                            | Felipe Giaffone        | Dallara-Toyota    | A. J. Foyt Enterprises       | 194    |            |
| 16                                                                            | Jaques Lazier          | Panoz-Toyota      | Playa Del Racing             | 189    |            |
| 17                                                                            | Kosuke Matsuura        | Panoz-Honda       | Super Aguri Fernandez Racing | 186    | Ongeval    |
| 18                                                                            | Roger Yasukawa         | Dallara-Honda     | Dreyer & Reinbold Racing     | 167    | Mechanisch |
| 19                                                                            | Tomáš Enge (R)         | Dallara-Chevrolet | Panther Racing               | 155    | Ongeval    |
| 20                                                                            | Tomas Scheckter        | Dallara-Chevrolet | Panther Racing               | 154    | Ongeval    |
| 21                                                                            | Patrick Carpentier (R) | Dallara-Toyota    | Team Cheever                 | 153    | Mechanisch |
| 22                                                                            | Jeff Bucknum (R)       | Dallara-Honda     | Dreyer & Reinbold Racing     | 150    | Ongeval    |
| 23                                                                            | Sam Hornish Jr.        | Dallara-Toyota    | Team Penske                  | 146    | Ongeval    |
| 24                                                                            | Scott Dixon            | Dallara-Toyota    | Chip Ganassi Racing          | 113    | Ongeval    |
| 25                                                                            | Richie Hearn           | Panoz-Chevrolet   | Sam Schmidt Motorsports      | 112    | Ongeval    |
| 26                                                                            | Kenny Bräck            | Panoz-Honda       | Rahal Letterman Racing       | 92     | Mechanisch |
| 27                                                                            | Jeff Ward              | Dallara-Toyota    | Vision Racing                | 92     | Mechanisch |
| 28                                                                            | A.J. Foyt IV           | Dallara-Toyota    | A. J. Foyt Enterprises       | 84     | Mechanisch |
| 29                                                                            | Darren Manning         | Panoz-Toyota      | Chip Ganassi Racing          | 82     | Mechanisch |
| 30                                                                            | Bruno Junqueira        | Panoz-Honda       | Newman/Haas Racing           | 76     | Ongeval    |
| 31                                                                            | Marty Roth             | Dallara-Chevrolet | Roth Racing                  | 47     | Mechanisch |
| 32                                                                            | Jimmy Kite             | Dallara-Toyota    | Hemelgarn Racing             | 47     | Mechanisch |
| 33                                                                            | Larry Foyt             | Dallara-Toyota    | A. J. Foyt Enterprises       | 14     | Ongeval    |
| Gemiddelde snelheid : 253,637 km/h - Snelste ronde : Tony Kanaan, 367,09 km/h |                        |                   |                              |        |            |
| Aantal neutralisaties : 8 (46 van de 200 ronden in totaal)                    |                        |                   |                              |        |            |